# Brazal (indumentaria)

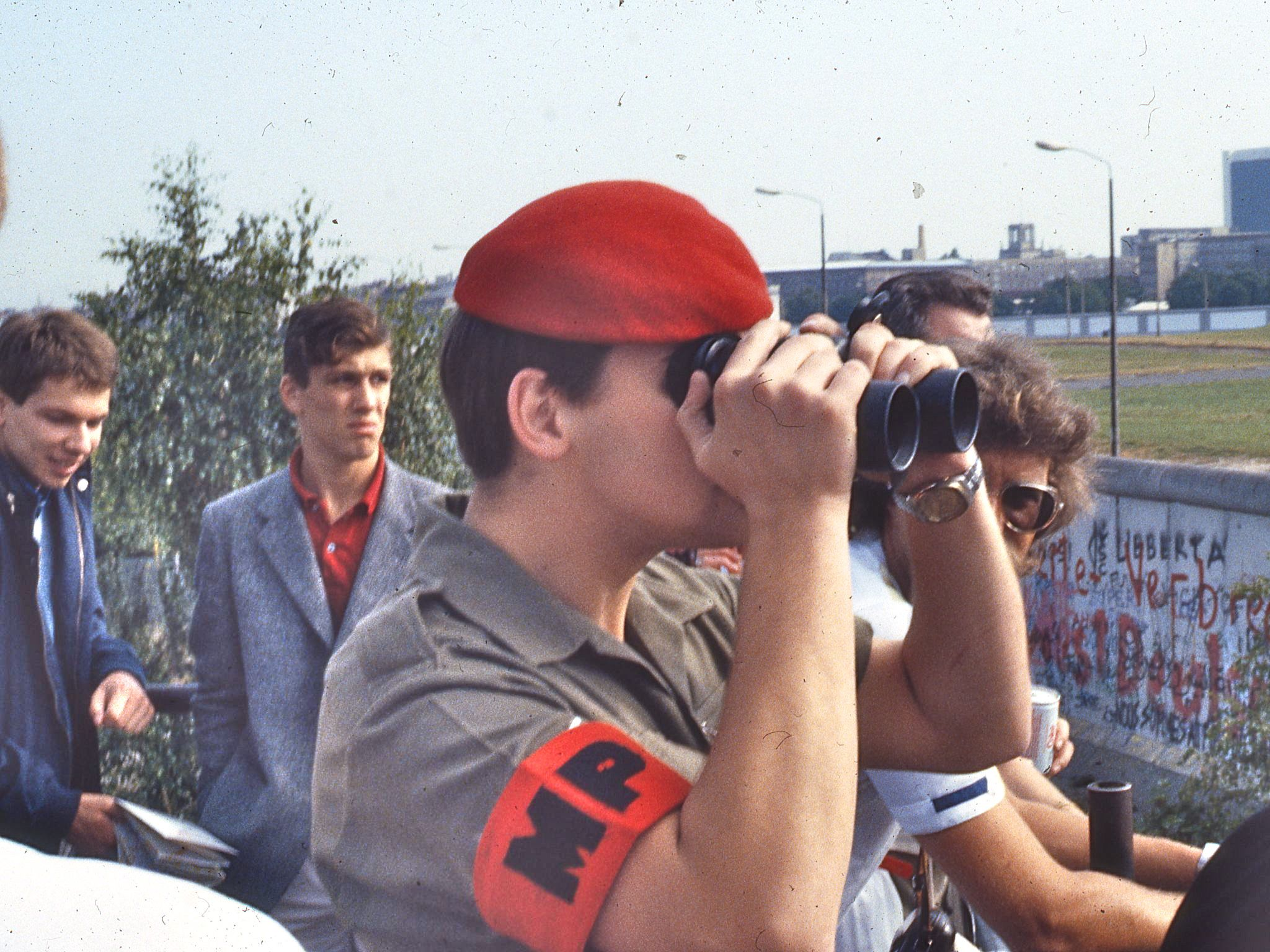
Policía militar británico ve con unos prismáticos el otro lado del muro de Berlín (1984)

Brazal es una faja de uno o varios colores que se lleva rodeando el brazo, normalmente el izquierdo. Se usa para tomar parte en diversos juegos deportivos: carreras a pie, carreras de relevos en ciclismo, automovilismo, etc.
Sirve también de distintivo a varias asociaciones, ONG, a los distintos bandos en las maniobras militares y a ciertos servicios en los ejércitos de algunas naciones.